# Martha May Eliot
Martha May Eliot (Boston, 7 april 1891 – Cambridge (Massachusetts), 14 februari 1978) was een invloedrijke Amerikaanse kinderarts en expert in de volksgezondheid. Zij was de eerste vrouw die voorzitter was van de American Public Health Association en de enige vrouw die het oprichtingsdocument van de Wereldgezondheidsorganisatie ondertekende. Eliot was betrokken bij het opstellen van federale programma’s voor moeder- en kindzorg onder de New Deal en speelde een sleutelrol in de gezondheidsbepalingen van de Social Security Act van 1935.

## Biografie
Martha May Eliot werd geboren in Dorchester, een wijk in Boston. Ze kwam uit een invloedrijke unitaristische familie en was een nicht van de dichter T.S. Eliot. Haar ouders waren Mary Jackson May and Christopher Eliot, een predikant aan de First Parish Church in de wijk. Haar grootmoeder Martha Rand Morse May (1827-1894) leidde de Industrial School for Girls, waar jonge meisjes uit arme gezinnen huishoudelijke vaardigheden leerden om zelfvoorzienend te worden. Ze had een jongere zus, Abigail Adams Eliot (1892-1992), die zich specialiseerde in de educatie en later adviseur van het Roosevelt-kabinet zou worden.
Eliot studeerde klassieke letteren aan Radcliffe College, een hogeschool voor vrouwen die later opgenomen werd door Harvard College. Ook deed ze een voorbereidende medische opleiding (pre-medical) die haar toegang zou geven tot de opleiding geneeskunde. In 1913 behaalde ze haar diploma, waarna ze een verzoek tot toelating deed bij Harvard Medical School. Aangezien daar destijds geen vrouwen werden toegelaten, startte ze in 1914 haar medische opleiding aan de Johns Hopkins University. In 1918 ontving ze haar medische graad, with honors. Ze studeerde in hetzelfde jaar af als haar klasgenoot en levenspartner: kinderarts Ethel Collins Dunham.
Na haar opleiding werkte Eliot als arts in Boston en St. Louis. In 1921 werd zij uitgenodigd door Edwards A. Park om eerste chief resident kindergeneeskunde te worden aan Yale Medical School. Haar vroege onderzoek samen met Park naar rachitis toonde aan dat vitamine D (zoals in levertraan en zonlicht) deze aandoening kon voorkomen en genezen.
Vanaf 1924 werkte Eliot voor het Amerikaanse Children's Bureau. In 1934 werd zij adjunct-directeur en in 1951 hoofd van het bureau. In deze periode schreef ze ook een herziening van de populaire overheidsbrochure Infant Care en leverde ze bijdragen aan programma’s voor gehandicapte kinderen en preventieve zorg onder de Social Security Act. Tijdens de Tweede Wereldoorlog leidde zij het Emergency Maternity and Infant Care (EMIC)-programma, dat meer dan 1,5 miljoen gezinnen van Amerikaanse militairen hielp.
In 1947 werd Eliot verkozen tot voorzitter van de American Public Health Association (APHA), als eerste vrouw in de geschiedenis van de organisatie.
Van 1949 tot 1951 was ze assistent-directeur-generaal van de Wereldgezondheidsorganisatie in Genève. Ze was vicevoorzitter van de Amerikaanse delegatie bij de oprichtingsvergadering van de Wereldgezondheidsorganisatie en ondertekende namens de VS het oprichtingsdocument, als enige vrouw. Eliot hielp bij de opbouw van gezondheidsdiensten in landen die steun ontvingen van de Wereldgezondheidsorganisatie en bevorderde samenwerking tussen de Wereldgezondheidsorganisatie en UNICEF via een gezamenlijk gezondheidscomité.
In 1957 werd Eliot afdelingshoofd aan de Harvard School of Public Health, waar ze bleef tot haar pensionering in 1960. In de jaren ervoor had ze al zitting in de visitatiecommissie van de school.
Na haar pensioen bleef ze actief bij de Wereldgezondheidsorganisatie, UNICEF en de APHA en verrichtte zij onderzoek naar het onderwijs in moeder- en kindzorg aan Amerikaanse volksgezondheidsopleidingen (1961–1962). Van 1959 tot 1970 leidde Eliot de Massachusetts Committee on Children and Youth. Zij leidde studies naar het welzijnsstelsel van Massachusetts, jeugdzorg en regionale moeder- en kindzorgdiensten. Haar werk leidde tot nieuwe deelstaatwetgeving.

## Persoonlijk leven
Martha May Eliot had een levenslange relatie met de arts Ethel Collins Dunham. Zij woonden en werkten samen gedurende meer dan vijftig jaar. Hun relatie was een zeldzaam voorbeeld van een openlijk lesbische relatie binnen de academische geneeskunde van die tijd.
Eliot overleed op 14 februari 1978 in Cambridge (Massachusetts). Zij werd 86 jaar.

## Onderscheidingen
Eliot was de eerste vrouw die voorzitter werd van de American Public Health Association (1947) en tevens voorzitter van de National Conference of Social Work (1949–1950). In totaal ontving zij elf eredoctoraten en meer dan twaalf andere prijzen, waaronder:
- 1948 – Mary Woodard Lasker Award for Public Service
- 1958 – Eerste vrouw met de Sedgwick Memorial Medal
- 1967 – John Howland Award van de American Pediatric Society[3]

## Nalatenschap
Sinds 1964 reikt de APHA jaarlijks de Martha May Eliot Award uit, uit eerbied aan Eliots levenslange inzet voor de gezondheid van moeders en kinderen. De prijs erkent uitzonderlijke bijdragen aan de publieke gezondheidszorg voor deze doelgroepen, met als doel zowel de zichtbaarheid als de status van dit werk binnen het vakgebied te vergroten. Tot de bekendste laureaten behoren onder anderen Marian Wright Edelman, Nafis Sadik, en Julius B. Richmond.
Martha Eliot Primary Care, onderdeel van het Boston Children's Hospital, is tevens naar haar vernoemd. Het huis in Dorchester waar Eliot en haar zus opgroeiden en ook hun grootmoeder woonde, is onderdeel van de Boston Women's Heritage Trail.
Archieven over Martha May Eliot worden bewaard in de Schlesinger Library van het Radcliffe Institute aan Harvard. Haar nalatenschap omvat circa 550 artikelen en toespraken, evenals tientallen persoonlijke brieven uit haar studiejaren, waaronder correspondentie met haar ouders uit de periode 1914–1928.
- International Standard Name Identifier: 0000 0000 4311 0294
- Library of Congress Control Number: no97003454
- National Archives and Records Administration: 10574631
- SNAC: w6h816dg
- Virtual International Authority File: 21742943
- WorldCat: E39PBJxMqPcTWJW6GjVyDT9bh3